# Berggericht Bochum
Das Berggericht Bochum war von 1816 bis 1849 ein preußisches Berggericht mit Sitz in Bochum.

## Geschichte
Mit dem Edikt wegen der den königlichen Bergämtern wiederum beizulegenden Gerichtsbarkeit vom 21. Februar 1816 wurden in Preußen Berggerichte gebildet. An jedem Bergamt sollte ein Berggericht gebildet werden. So entstand das Berggericht Bochum am Bergamt Bochum. Das Oberlandesgericht Hamm nahm sowohl die Gerichtsaufsicht wahr und war daneben zweite Instanz bei Urteilen des Berggerichts. Dem Berggericht Bochum unterstanden die Grafschaften Mark, Limburg und Dortmund sowie den zum Sprengel des Land- und Stadtgerichts Recklinghausen zählende Teil des Vests Recklinghausen. Der Bergrichter war danach gleichzeitig Mitglied des Bergamtes.
Mit Verordnung vom 2. Januar 1849 wurde das Berggericht aufgehoben und seine Aufgaben den ordentlichen Gerichten, also in erster Instanz den Kreisgerichten, übertragen.